# Карін Нгарлемдана
Карін Нгарлемдана (фр. Carine Ngarlemdana; 13 листопада 1994, Нджамена. Чад) — дзюдоїстка із Чаду, учасниця Олімпійських ігор 2012 року.
На Церемонії відкриття літніх Олімпійських ігор 2012 була прапороносцем команди Чада.

## Кар'єра
На Олімпіаді 2012 року, що проходила в Лондоні, на другому колі поступилася британській дзюдоїстці Селлі Конвей.